# Ivan Fiala
Ivan Fiala (ur. 25 sierpnia 1941 w Bratysławie  – zm. 13 lipca 2018) – słowacki taternik i alpinista.
Ivan Fiala podczas swojej działalności taternickiej przeszedł szereg nowych dróg i dokonał wielu pierwszych przejść zimowych. Wspinał się także w kilku innych pasmach górskich świata, m.in. w Alpach i Kaukazie. Fiala był również uczestnikiem szeregu czechosłowackich wypraw wspinaczkowych. W 1969 roku był w Hindukuszu (drugie wejście na Istor-o-Nal), w 1971 i 1976 roku w Himalajach (piąte wejście na Nanga Parbat i osiągnięcie południowego wierzchołka Makalu), w 1975 roku w Andach (wejście na Illimani i Huascarán) i w 1979 roku w Pamirze.
Fiala prowadził również działalność pisarską – był autorem kilku artykułów alpinistycznych w czechosłowackich i zagranicznych czasopismach. Jego autorstwa była także fototeka z wyprawy na Makalu w 1976 roku, która została wydana w Bratysławie rok później.